# DDR-Meisterschaften im Eisschnelllaufen 1985

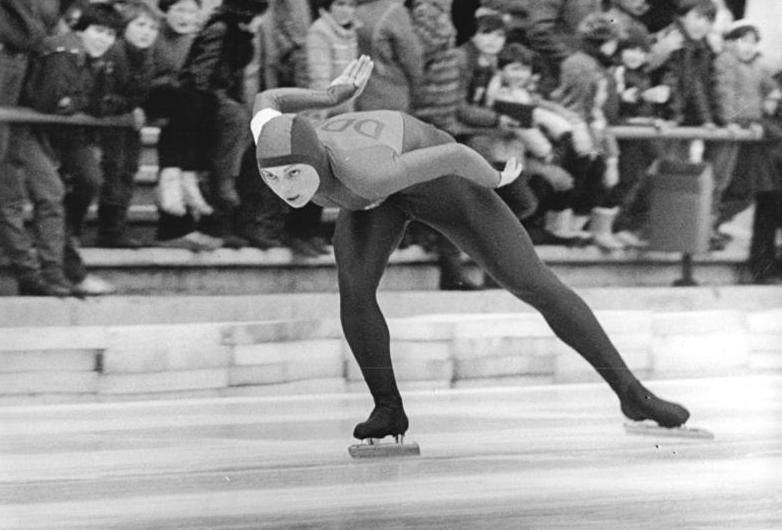
Andrea Schöne gewann den Titel über 1.000 m.

Die DDR-Meisterschaften im Eisschnelllaufen 1985 fanden auf den Einzelstrecken im Karl-Marx-Städtischen Eisstadion im Küchwald statt. Meister im Sprint- und Großen-Mehrkampf wurden in diesem Jahr nicht ermittelt. André Hoffmann Doppelmeister wie Heike Schalling, konnte seine Titel aus dem Vorjahr erfolgreich verteidigen.

## Meister
| Distanz       | Männer          | Verein             | Frauen               | Verein             |
| ------------- | --------------- | ------------------ | -------------------- | ------------------ |
| 500 Meter     | René Goschnik   | SC Einheit Dresden | Christa Rothenburger | SC Einheit Dresden |
| 1.000 Meter0  | André Hoffmann  | SC Dynamo Berlin   | Andrea Schöne        | SC Einheit Dresden |
| 1.500 Meter0  | André Hoffmann  | SC Dynamo Berlin   | Gabi Schönbrunn      | SC Karl-Marx-Stadt |
| 3.000 Meter0  |                 |                    | Heike Schalling      | SC Turbine Erfurt  |
| 5.000 Meter0  | Uwe Sauerteig   | SC Turbine Erfurt  | Heike Schalling      | SC Turbine Erfurt  |
| 10.000 Meter0 | Steffen Meißner | SC Turbine Erfurt  |                      |                    |

## Einzelstrecken-Meisterschaften

### Männer
Datum: 6. – 7. Februar 1985

#### 500 Meter
| Pl. | Name               | Verein             | Zeit (s) |
| --- | ------------------ | ------------------ | -------- |
| 1   | René Goschnik      | SC Einheit Dresden | 39,33    |
| 2   | André Hoffmann     | SC Dynamo Berlin   | 39,61    |
| 3   | Rainer Effenberger | SC Einheit Dresden | 39,66    |
| 4   | René van Bernum    | TSC Berlin         | 39,67    |

#### 1.000 Meter
| Pl. | Name            | Verein            | Zeit (min) |
| --- | --------------- | ----------------- | ---------- |
| 1   | André Hoffmann  | SC Dynamo Berlin  | 1:18,46    |
| 2   | René van Bernum | TSC Berlin        | 1:19,34    |
| 3   | Heiko Scandolo  | SC Turbine Erfurt | 1:19,77    |

#### 1.500 Meter
| Pl. | Name           | Verein            | Zeit (min) |
| --- | -------------- | ----------------- | ---------- |
| 1   | André Hoffmann | SC Dynamo Berlin  | 2:02,33    |
| 2   | Thomas Stenzel | TSC Berlin        | 2:06,02    |
| 3   | Heiko Scandolo | SC Turbine Erfurt | 2:06,67    |

#### 5.000 Meter
| Pl. | Name           | Verein             | Zeit (min) |
| --- | -------------- | ------------------ | ---------- |
| 1   | Uwe Sauerteig  | SC Turbine Erfurt  | 7:47,63    |
| 2   | Roland Freier  | SC Karl-Marx-Stadt | 7:55,18    |
| 3   | Michael Hannig | TSC Berlin         | 8:00,18    |

#### 10.000 Meter
| Pl. | Name            | Verein             | Zeit (min) |
| --- | --------------- | ------------------ | ---------- |
| 1   | Steffen Meißner | SC Turbine Erfurt  | 15:14,66   |
| 2   | Roland Freier   | SC Karl-Marx-Stadt | 15:15,58   |
| 3   | Michael Hannig  | TSC Berlin         | 15:22,04   |
| 4   | René Schöfisch  | TSC Berlin         | 15:25,10   |

### Frauen
Datum: 16. – 17. Februar 1985

#### 500 Meter
| Pl. | Name                 | Verein             | Zeit (s) |
| --- | -------------------- | ------------------ | -------- |
| 1   | Christa Rothenburger | SC Einheit Dresden | 40,72    |
| 2   | Angela Stahnke       | SC Dynamo Berlin   | 41,47    |
| 3   | Andrea Schöne        | SC Einheit Dresden | 41,96    |
| 4   | Skadi Walter         | SC Einheit Dresden | 42,06    |
| 5   | Jacqueline Börner    | TSC Berlin         | 42,51    |
| 6   | Cornelia Dick        | SC Karl-Marx-Stadt | 42,57    |

#### 1.000 Meter
| Pl. | Name                 | Verein             | Zeit (min) |
| --- | -------------------- | ------------------ | ---------- |
| 1   | Andrea Schöne        | SC Einheit Dresden | 1:24,02    |
| 2   | Jacqueline Börner    | TSC Berlin         | 1:26,56    |
| 3   | Sabine Brehm         | SC Dynamo Berlin   | 1:26,69    |
| 4   | Christa Rothenburger | SC Einheit Dresden | 1:26,74    |
| 5   | Cornelia Dick        | SC Karl-Marx-Stadt | 1:26,78    |
| 6   | Skadi Walter         | SC Einheit Dresden | 1:27,90    |

#### 1.500 Meter
| Pl. | Name            | Verein             | Zeit (min) |
| --- | --------------- | ------------------ | ---------- |
| 1   | Gabi Schönbrunn | SC Karl-Marx-Stadt | 2:13,45    |
| 2   | Heike Pöhland   | SC Einheit Dresden | 2:17,85    |
| 3   | Heike Müller    | SC Karl-Marx-Stadt | 2:19,20    |
| 4   | Grit Licker     | SC Einheit Dresden | 2:19,73    |
| 5   | Gerda Bielefeld | SC Dynamo Berlin   | 2:20,19    |
| 6   | Andrea Schulze  | SC Einheit Dresden | 2:21,28    |

#### 3.000 Meter
| Pl. | Name               | Verein             | Zeit (min) |
| --- | ------------------ | ------------------ | ---------- |
| 1   | Heike Schalling    | SC Turbine Erfurt  | 4:37,73    |
| 2   | Andrea Schulze     | SC Einheit Dresden | 4:50,62    |
| 3   | Constanze Scandolo | SC Turbine Erfurt  | 4:52,07    |
| 4   | Heike Pöhland      | SC Einheit Dresden | 4:52,14    |
| 5   | Heike Müller       | SC Karl-Marx-Stadt | 4:59,83    |
| 6   | Annett Harbig      | SC Karl-Marx-Stadt | 5:26,07    |

#### 5.000 Meter
| Pl. | Name               | Verein             | Zeit (min) |
| --- | ------------------ | ------------------ | ---------- |
| 1   | Heike Schalling    | SC Turbine Erfurt  | 8:05,89    |
| 2   | Gabi Schönbrunn    | SC Karl-Marx-Stadt | 8:14,69    |
| 3   | Sabine Brehm       | SC Dynamo Berlin   | 8:18,82    |
| 4   | Andrea Schulze     | SC Einheit Dresden | 8:34,83    |
| 5   | Constanze Scandolo | SC Turbine Erfurt  | 8:43,14    |

## Medaillenspiegel
| Platz | Verein | Verein             | Gold | Silber | Bronze | Total |
| ----- | ------ | ------------------ | ---- | ------ | ------ | ----- |
| 1     |        | SC Turbine Erfurt  | 4    | –      | 3      | 7     |
| 2     |        | SC Einheit Dresden | 3    | 2      | 2      | 7     |
| 3     |        | SC Dynamo Berlin   | 2    | 2      | 2      | 6     |
| 4     |        | SC Karl-Marx-Stadt | 1    | 3      | 1      | 5     |
| 5     |        | TSC Berlin         | –    | 3      | 2      | 5     |
|       | Total  | Total              | 10   | 10     | 10     | 30    |